# Безистан
Безистани (перс. басистан, бедестен = покривена чаршија) су у исламској архитектури јавне грађевине, нека врста робних кућа, наткривене чаршије у којима су смештене занатске и трговачке радње. 
У ове крајеве безистане су донели Турци. Грађени су у већим чаршијама и својом величином су доминирали међу ситним дућанима. Због бојазни од пожара који су били главни непријатељи чаршије, безистани су грађени од тврдих материјала камена и опеке, а покривени са разним сводовима и куполама. Спољни покривач је био од олова, бакра и ћерамиде.
Према просторној концепцији и основи безистани се могу поделити на базиликалне и подкуполне. Први су обично имали три брода, од којих је средњи био повишен и обично шири од бочних. Кроз надвишење изнад бочних бродова безистан добија светлост. Средњи брод је наткривена улица, док су бочни бродови били нижи и подељени на мање просторе у којима су смештени дућани. Сводови дућана су по правилу управни на правац средњег брода, који је покривен бачвастим сводом или низом купола.
Поткуполни безистани имају правоугаону основу подељену на квадратна поља једнаких величина покривена куполама које се ослањају на јаке квадратне стубове. Прелаз од квадрата у круг куполе чине најчешће пандативи (део лоптастог свода између великих лукова што држе куполу). Дућани у базиликастим безистанима су дефинисдани су конструкцијом зидова и сводова, док у подкуполама били дрвени и прислоњени уз унутрашње зидове и стубове.
У Сарајеву постоје изванредни примери обе врсте безистана: базиликални је Гази Хусрев-бегов безистан, дуг 109 метара (16. век), који и данас служи својој сврси, а поткуполни је Бурса безистан такође (16. век) који је данас музеј.